# 서한 (기업)
주식회사 서한은 대한민국의 종합건설 기업이다.
2024년 매출과 영업이익은 개선됐지만 분양사업 관련 미수금이 크게 증가하여 재무부담이 가중되고 있다.

## 논란
2020년 대전 '유성둔곡지구 서한이다음'을 분양하면서 아르바이트생에게 불법현수막을 들고 서 있게 하여 논란이 된 적이 있다